# Radnica (gromada)
Radnica – dawna gromada, czyli najmniejsza jednostka podziału terytorialnego Polskiej Rzeczypospolitej Ludowej w latach 1954–1972.
Gromady, z gromadzkimi radami narodowymi (GRN) jako organami władzy najniższego stopnia na wsi, funkcjonowały od reformy reorganizującej administrację wiejską przeprowadzonej jesienią 1954 do momentu ich zniesienia z dniem 1 stycznia 1973, tym samym wypierając organizację gminną w latach 1954–1972.
Gromadę Radnica z siedzibą GRN w Radnicy utworzono – jako jedną z 8759 gromad na obszarze Polski – w powiecie krośnieńskim w woj. zielonogórskim na mocy uchwały nr V/17/54 WRN w Zielonej Górze z dnia 5 października 1954. W skład jednostki weszły obszary dotychczasowych gromad: Radnica ze zniesionej gminy Nietkowice i Grabin ze zniesionej gminy Bytnica w tymże powiecie. Dla gromady ustalono 10 członków gromadzkiej rady narodowej.
Gromada przetrwała do końca 1972 roku, czyli do kolejnej reformy gminnej.